# John A. Quitman
John Anthony Quitman, född 1 september 1798 i Rhinebeck i New York, död 17 juli 1858 i Natchez i Mississippi, var en amerikansk militär och politiker. Han tjänstgjorde som generalmajor i mexikansk–amerikanska kriget. Han var Mississippis guvernör 1835–1836 och 1850–1851, först whig och sedan demokrat. Han var ledamot av USA:s representanthus från 1855 fram till sin död. Han var en av de så kallade Fire-Eaters som under 1850-talet förespråkade sydstaternas utträde ur USA.

## Tidig karriär
Quitman utexaminerades 1816 från Hartwick Seminary, undervisade vid Mount Airy College i Pennsylvania, studerade sedan juridik och inledde 1820 sin karriär som advokat i Ohio. Året därpå flyttade han till Natchez i Mississippi.
Quitman tjänstgjorde som domare 1828–1835. Mississippi var utan guvernör efter att Hiram Runnels lämnade guvernörsämbetet i november 1835. Quitman fick inneha ämbetet i en månad från december 1835 till januari 1836 innan Charles Lynch tillträdde som guvernör.

## Krigstjänst
I mexikansk-amerikanska kriget tjänstgjorde Quitman under generalerna Zachary Taylor och Winfield Scott. Den 2 mars 1847 beslutade kongressen att utdela honom ett svärd som utmärkelse för tapperhet i fält i samband med slaget vid Monterrey. Den 14 april 1847 befordrades Quitman till generalmajor. Hans kompani intog Mexico City där han sedan tjänstgjorde som militärguvernör. Efter ett hedervärt avsked år 1848 vädjade Quitman till president James K. Polk utan framgång för bestående ockupation av Mexiko.

## Senare karriär och död
Quitman tillträdde 1850 på nytt som Mississippis guvernör och efterträddes 1851 av John Isaac Guion. Quitman tillträdde 1855 som kongressledamot. Han avled 1858 i ämbetet och gravsattes på Natchez City Cemetery. Quitman hade varit sjuk sedan James Buchanans presidentinstallation år 1857. I pressen förekom spekulationer att vissa av bankettgästerna hade blivit förgiftade, bland dem Quitman. Senare forskning har lyft fram teorin att epidemin som blev känd under namnet National Hotel Disease var dysenteri förorsakad av hotellets dåliga avloppssystem. Quitman efterträddes som kongressledamot av John J. McRae.
Både Georgia och Mississippi döpte ett county efter John A. Quitman.